# ツィンマーヴァルト (小惑星)
ツィンマーヴァルト (1775 Zimmerwald) は小惑星帯に位置する小惑星である。スイスの天文学者、パウル・ヴィルトがベルン大学のツィンマーヴァルト天文台で発見した。
ツィンマーヴァルト天文台のあるベルンの南10kmの町、ツィンマーヴァルトに因んで命名された。